# Château du Bouëxic
Le château du Bouëxic est un château situé dans la commune de La Chapelle-Bouëxic, dans le département français d'Ille-et-Vilaine, région Bretagne.

## Localisation
Le château se trouve au 18 rue de la Mairie et du 6 au 10 place de la Vigne, dans l'est du bourg de la commune de La Chapelle-Bouëxic et à l'est de l'église.

## Historique
Mentionné dans les archives dès 1427, il possédait jadis un droit de haute justice et des fourches patibulaires. Il fut la propriété de la famille du Tiercent en 1427 et en 1562, puis de la famille du Bouëxic (du XVIe au XVIIIe siècle), des Quesnel de la Morinière de 1806 à 1824, de la famille de Menou jusqu'en 1949. Le château a été pillé au moment de la Révolution française, le 19 janvier 1790, ce qui entraîna l’incendie des papiers seigneuriaux. Aujourd'hui, le château n'appartient plus à la commune de La Chapelle-Bouëxic, mais a été vendu à un particulier, Bernard de Kerdréan. En 2017, il a été acquis par la famille Madrequi l'a transformé en lieu de jeu d'enquête.
Le domaine - comprenant le château et ses environs dont l'église - fait l’objet d’une inscription au titre des monuments historiques depuis le 12 mai 2015,.
Il ne faut pas le confondre avec un autre château du Bouëxic à Guipry à une quinzaine de kilomètres au sud-est. Aujourd'hui détruit, c'était « l’un des plus importants du pays aux XVIIe et XVIIIe siècles » selon Amédée Guillotin de Corson.
Une campagne de financement participatif a été lancé par les propriétaires pour la restauration du château en 2022.

## Description et architecture
La façade principale est rythmée par des baies à encadrement de pierre blanche contrastant avec le schiste violet du pays.

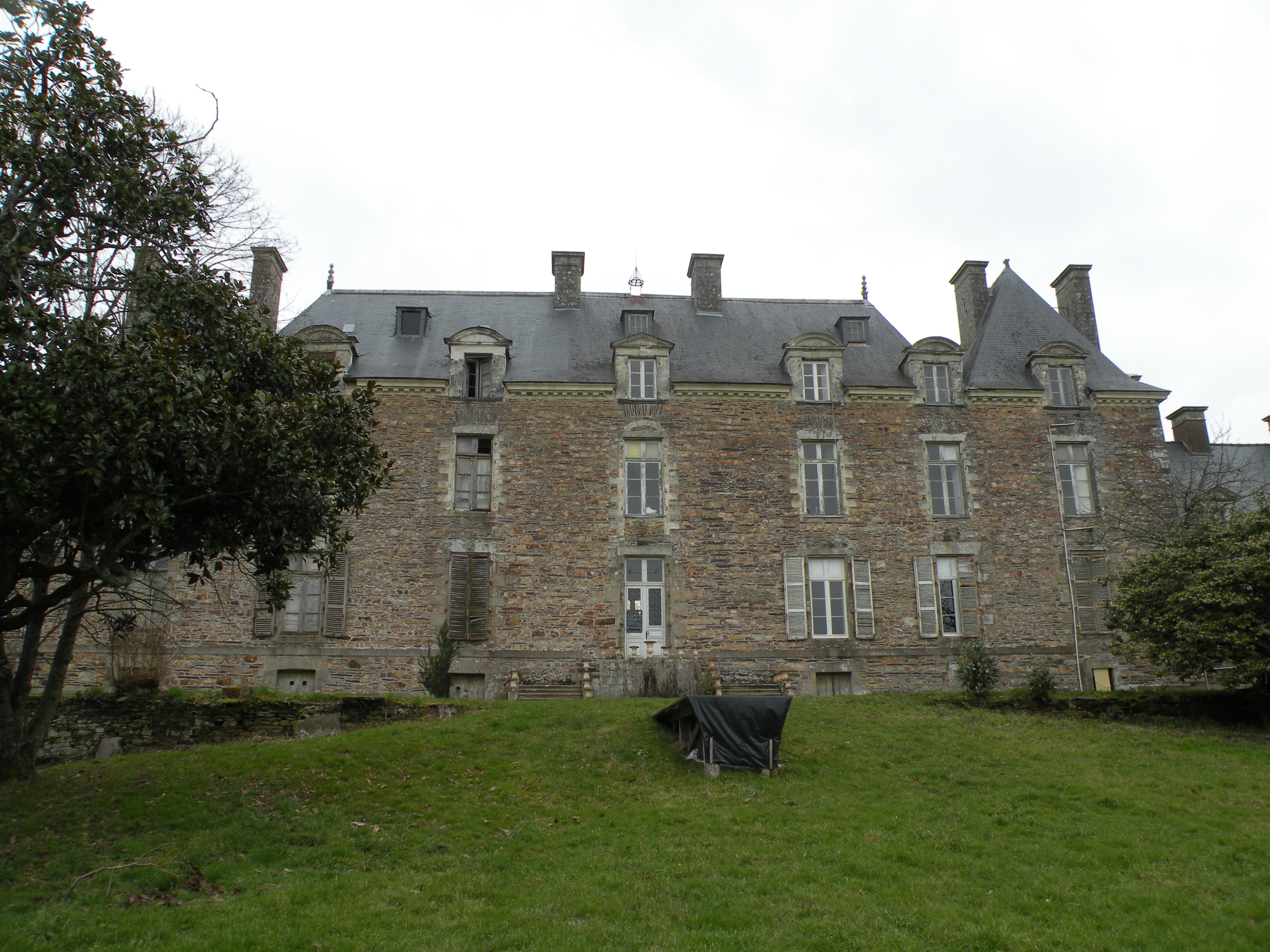
Façade sud.
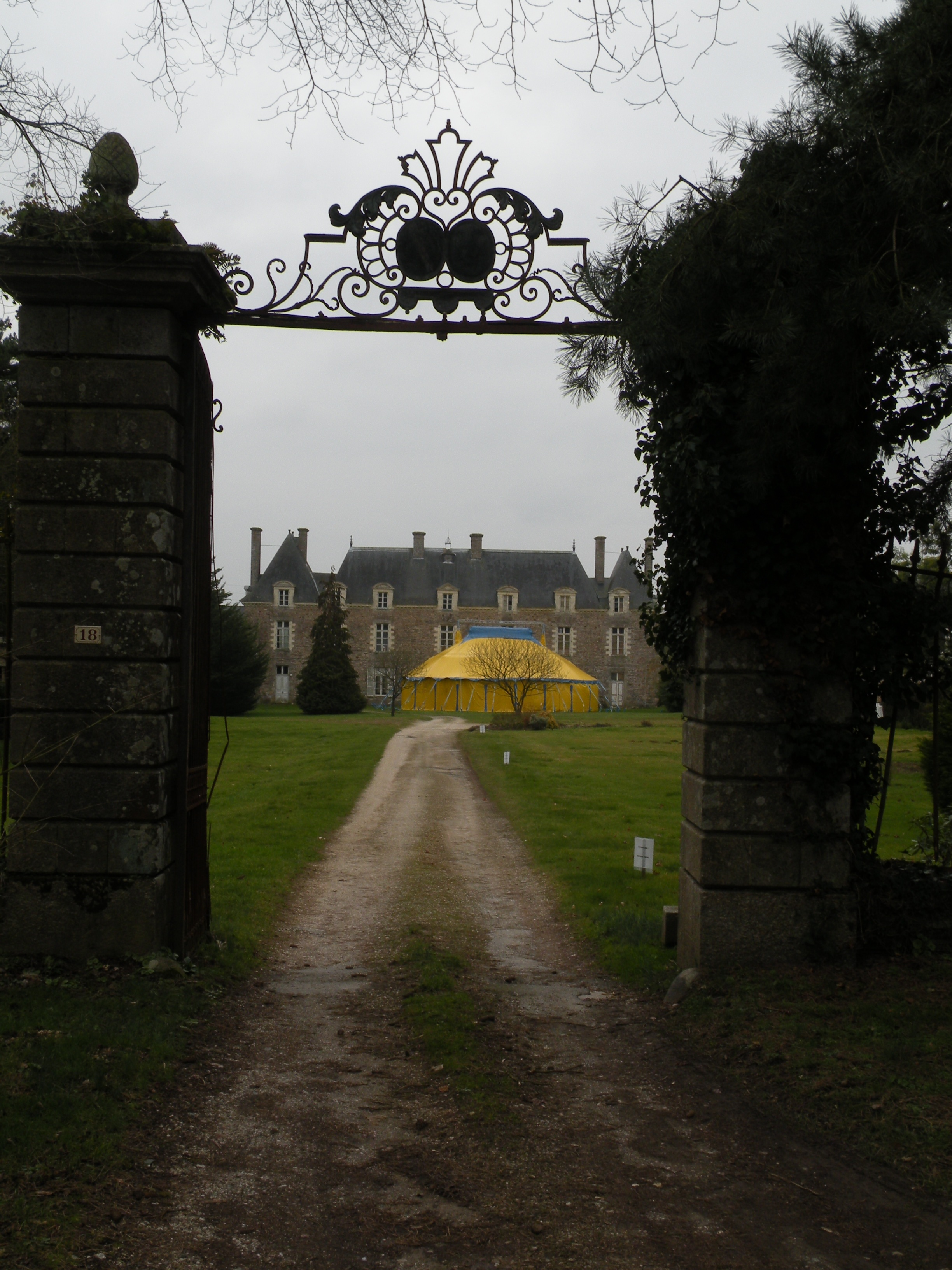
Entrée.

## Attractions et activités actuelles

### Escapes Games et Murder Party
Depuis la nuit des châteaux d'octobre 2023, la famille Madre fait voyager le château parmi des mondes divers en le transformant en lieu d'escape game et de murder party qui ont lieu les vendredi et samedi soirs. La saison actuelle porte sur une énigme d'Alice au Pays des merveilles.

Ces soirées sont l'occasion pour les participants de diner et de vivre un moment particulièrement convivial et amusant grâce à l'accueil et au travail de Claire et Yves Madre. 
« Ces escape games participent au financement de la rénovation du château », expliquent les propriétaires. « Ils permettent aussi de le faire découvrir aux visiteurs de manière ludique et de l’animer car un château vide est vite lugubre, mais une fois rempli, l’ambiance devient magique ».

### Vente de Myrtilles
Au delà de ces soirées meurtre et mystère à succès, les propriétaires se sont également lancés dans la culture de myrtilles sur tout le parc sud du château.